# Saison 34 des Mystères de l'amour
Chronologie
Saison 33 Saison 35
Cet article présente la trente-quatrième saison de la série télévisée française Les Mystères de l'amour, diffusée à partir du 11 février 2024.						

## Distribution

### Acteurs principaux (dans l’ordre d’apparition au générique)
- Hélène Rollès : Hélène Vernier
- Patrick Puydebat : Nicolas Vernier
- Elsa Esnoult : Fanny Greyson Roquier
- Sébastien Roch : Christian Roquier
- Laly Meignan : Laly Polleï
- David Proux : Étienne
- Laure Guibert : Bénédicte Breton
- Tom Schacht : Jimmy Werner
- Isabelle Bouysse : Jeanne Garnier
- Cathy Andrieu : Cathy Da Silva
- Carole Dechantre : Émilie « Ingrid » Soustal
- Macha Polikarpova : Olga Poliarva
- Lakshan Abenayake : Rudy Ayake

### Acteurs récurrents
- Guillaume Gronnier-Henouil : Stephane-Guillaume Carrat
- Serge Gisquière : Peter Watson
- Jean Luc Voyeux : Le lieutenant Claude Guéant
- Marjorie Bourgeois : Le capitaine Stéphanie Dorville
- Angèle Vivier : Aurélie Breton
- Ève Peyrieux : Ève Watson
- Benoît Dubois : Victor Sanchez, cousin de Hugo
- Julie Chevallier : Béatrice Goutolescou
- Mallaury Nataf : Lola Garnier
- Hélène Julie Renard : Alexandre "Alex" Pottier, cousine de Sylvain
- Richard Pigois : John Greyson
- Frank Delay : Pierre Roussell
- Elliot Delage : Julien Da Silva
- Marion Huguenin : Chloé Girard
- Jean Baptiste Sagory : Sylvain Potier
- Stéphane Sacré dit «L'excès»  : Samuel M'Balembale

- Grégory Defleur : Le docteur Raphaël Bertrand
- Pierre Marquez : Nouveau José Da Silva
- Virginie Théron : Gabriela Matei/Polleï
- Fiona Deshayes : Le capitaine Fiona Delarue
- Maxime Van Laer : Le docteur Mathieu Higgins, le directeur ADF
- Sandra Lou : Sandra Wolf
- Cédric Vallet : Bruno, Bénédicte amour d’il y a 30 ans
- Vincent Pietton : Dany Le Boucher, grand frère de Ingrid
- Nicolas Da Silva : Juan Watson, le fils de Peter et Carmela
- Michel Brugier : Michel  Lomeau, l'opérateur d'INFO France
- Anne-Flore Roublique : Adeline, la nouvelle protégée de Christian
- Eric Soubelet : Agénor de Vauclerc, le kidnappeur de Peter
- Bradley Cole : Brad Holloway
- Popi Leva : Magda, la esclave de Gabriella
- Jean Poulet-Chays : Firmin, l’un des valets d’Agénor
- Romain Baele : Attila, ex de Megane
- Fabienne Thibeault : Madame Germaine Chollet, l’amie de la mère d’Ingrid
- Claire Thomas : Megane
- Grace Hancokc : Lisette
- Lisa Roux : Thalia, la petite sœur de Pierre
- Romain Emon : Le docteur Fabrice Dumont
- John Makabi : Jonathan, le compositeur de Fanny
- Yann Andrieu : Popeye, le meilleur ami de Dany
- Richard Lornac : Bob Lornac, le musicien de Fanny  (Claviériste)
- Jennifer Costa : Jenny, une amie de Fanny à Los Angeles
- Anton Yakovlev : Anton Danilenko
- Eric Soriano : Norbert Vandereck, l'employé du laboratoire de Peter - Guy donnant une interview
- Lioudmila Nesterov : L'amie de Tanya et la infirmiere, amante de Fabrice Dumont
- Nicolas Delys : Le policier en Belgique
- Souad Gaoua : Elle-même, Souad, le chef de la salle de concerts
- Olivier Quéméner : Olivier Morvan, le journaliste d'INFO France
- Jérôme Thevenet : Yves Grangier
- Jérémy Wulc : Jérémy Sibert dit, "Jerry", le policier de la scientifique
- Chris Zastera : Max Verstappen, le dirigeant de laboratoire
- Noé Richard : Nils Vernier, fils d'Hélène et Nicolas
- Jacky Jakubowicz : Jacky, l'animateur d'IDF1
- Louison Huet Sentein : Zoe Vernier, la fille d’Ingrid / Emily et Nicolas
- Marie Reignier : Camélia, la complice d’Anton
- Antoine Ody : Basile
- Steve Lhommel : Van Goolens
- Nastia Bagaeva : Marine, la journaliste d’un journal à scandale
- Alexandre Cordier : Clovis
- Grégory Dupont : Marc Imbu, le leader dans les céréales, le complice de ceux qui ont enlevé Peter Watson
- Solène Fouquez : Vanessa, la model de nouvelle José Da Silva
- Frédéric Dietz : Reporter
- Alba O'Neill : Annabelle, la model JDS # 4
- Johanna Allin-Lundh : Mylène, la model JDS # 1
- Marc Larnaudie : Jonathan Fanait, homme d'affaires agroalimentaire (daté d'Emily/Ingrid)
- Cécile Theodore : Malika Credit, la reine des biscuits, homme d’affaires de l’agro-alimentaire (daté d'Gabriella)
- Philippine Victoire : Marie-Astrid, la model JDS # 2
- Emmanuel Herault : PDG de l’entreprise Tirlevain, homme d’affaires de l’agro-alimentaire (daté d'Jeanne)
- Patrice Gitenet Costa : Bertrand de l’Église, Ingrid et Jeanne
- Arnaud-Pierre Lucas : Monsieur au café avec qui Stéphanie et Géant discutent, le meilleur ami de Stefan et Félix, les assaillants du laboratoire de Peter, qui ont été tués
- Virginie Molina : Brigitte, la chérie de nouvelle José Da Silva
- Amédéo Cazzella : Agresseur de Jeanne, Pierre, Thalia en veste noire avec un pistolet
- Ben Milord : Agresseur de Jeanne, Pierre, Thalia en scooter
- Héctor de Malba : Le serveur de Ève et Christian
- Dustin Audibert : Agresseur de Jeanne, Pierre, Thalia en veste grise avec un pistolet
- Arthur Delapierre : Agresseur de Jeanne et Guéant #1
- Lucas Martinelli : Agresseur de Jeanne et Guéant #2
- Clément Gaucher : Le lieutenant de police, Lestonaize
- Arthur Toupet : Vincent, un jeune homme au parc que Jeanne et Pierre ont rencontré
- Gérardo Maffei : Tony Muratti
- Moël Guivarc'h : Le nouveau réalisateur du clip de Fanny
- Mustapha Benameur : Homme de main de Tony Muratti
- Thierry Lopez : Pierrot, le pathologiste
- Juliette Koening : Fan de Fanny
- Nina Dotti : Fan de Fanny
- Ninon Clerc : La petite amie de Pierre
- Pierre Mattiucci : Le agresseur de Tanya et le ravisseur de Ingrid
- Fabrice Cals : Le médecin urgentiste
- Donia Ben Salah : Fan de Fanny
- Fred Milani : Le server
- Katia Mirowski : Fan de Fanny
- Dasha Afanassieva : La concierge
- Milla Chauvin : Fan de Fanny
- Cyril Clee : Le photographe de Fanny
- Tihyad : Le client de Magda, l’esclave de Gabriella
- Bambou Leblanc : La secrétaire
- Marc Simon : Le complice d’Anton
- Sylvain Chiavaccini : Fredo
- Antoine Goretti : Le gérant de la boîte de nuit
- Vivien Le Floch : Le agresseur de Guillaume et Fanny #2
- Christophe Dupuis : Le agresseur de Guillaume et Fanny #1
- Aurélien Luzeux : Le agresseur de Guillaume et Fanny #3
- Isabelle Kirszenblat : Isabelle, la journaliste-animatrice d'INFO France
- Matéo Walder : Le gardien de sécurité à l'hôpital
- Charlotte Agres : Pamela, la collègue de Van Goolens
- Adrien Daquin : Le policier
- Jean Raoul Lacote : Le docteur Meyer
- Romain Brethau : Le policier

### Acteurs de la sérieAmour, Gloire et Beauté(crossover dans les épisodes 11 et 12)
- Jennifer Gareis : Donna Logan
- Kate Linder : Esther Valentine
- Katherine Kelly Lang : Brooke Logan
- Marie Osmond : Countess Von Frankfurt
- Tracey Bregman : Lauren Fenmore
- Heather Tom : Katie Logan
- Elsa Esnoult : Fanny Greyson
- Diamond White : Paris Buckingham
- Delon de Metz : Zende Forrester Dominguez
- John McCook : Eric Forrester
- Joshua Hoffman : R.J. Forrester
- Lisa Yamada : Luna Nozawa
- Lawrence Saint-Victor : Carter Walton
- Thorsten Kaye : Ridge Forrester

## Production
L'ensemble des épisodes de la saison sont produits par le groupe audiovisuel français JLA, fondé et présidé par Jean-Luc Azoulay.						

## Épisodes
1. Saint Valentin 2024
2. Rencontre d’un autre type
3. Guerrier de l'amour
4. Golden ticket
5. Message en plein vol
6. Jeux dangereux
7. Résultats étonnants
8. Poursuite nocturne
9. Décision inattendue
10. Retour et détour
11. Changement de partenaire
12. Dîners intimes
13. Comme des bleus
14. Insupportable
15. Chagrins croisés
16. Naissances et renaissance
17. Dernière séquence
18. Sans pitié
19. Réunion familiale
20. Nouveaux artistes
21. Changement de vie
22. Conflit personnel
23. Coup fatal
24. Traquée !
25. Bruits de couloir
26. Au nom du frère

## Évolution des audiences

### Globale
| Minimum | 351 000 | Maximum | 562 000 | Moyenne | 457 692 |

### En fin d’épisodes
| Minimum | 351 000 | Maximum | 765 000 | Moyenne | 465 500 |